# Jumanji: Welcome to the Jungle
Jumanji: Welcome to the Jungle (traduït Jumanji: Benvinguts a la Jungla) és una comèdia d'aventures americana del 2017 dirigida per Jake Kasdan i escrita per Chris Mckenna, Erik Sommers, Scott Rosenberg, i Jeff Pinkner, basada en una història pel mateix Mckenna. La pel·lícula actua com a seqüela del film Jumanji del 1995. Homenatja a Robin Williams, l'estrella de la primera pel·lícula, esmentant el nom del seu personatge. A més a més, una rèplica de la peça del joc de taula utilitzada pel personatge de Williams també apareix com a pista pels nous jugadors de Jumanji. Les estrelles de pel·lícula són Dwayne Johnson, Jack Black, Kevin Hart, Karen Gillan, Nick Jonas, i Bobby Cannavale. Vint-i-un anys després de l'anterior Jumanji, quatre adolescents són transportats al món del videojoc de Jumanji i juguen essent els personatges que ells han escollit. Unint-se a un altre jugador, han de vèncer el joc per poder tornar a casa. Ha estat subtitulada al català.

## Argument
Al 1996 a Brantford, Nova Hampshire, l'adolescent Alex Vreeke rep el joc de taula Jumanji, que va trobar el seu pare en una platja després que fos tirat sobre un pont per Alan Parrish i Sarah Whittle 27 anys abans. Alex es despreocupa pel joc i l'endreça. Aquella nit, el joc es transforma fins a convertir-se en un videojoc, i atreu l'atenció de l'Alex quan uns tambors el desperten, i és transportat al joc.
Vint anys després, al 2016, quatre estudiants de Brantford són castigats: Spencer Gilpin, per escriure una redacció pel seu antic col·lega Anthony "Fridge" Johnson (també castigat); Bethany Walker, per estar fent una videotrucada durant un examen, i Martha Kaply, per rebutjar participar en la classe de gimnàstica. Són enviats al soterrani de l'escola per preparar revistes per reciclar-les i per pensar sobre el seu futur. Fridge descobreix el videojoc de l'Alex explorant el soterrani, i ell i Spencer instal·len el joc. Tot i que admet fins a cinc jugadors, el primer no pot ser seleccionat. Spencer i Fridge escullen dos personatges, i les noies escullen el seu propi. Quan Spencer pulsa "Inici", són transportats al joc.
Es troben a la jungla, en la forma dels seus corresponents avatars triats. L'Spencer és el dur, musculat explorador i arqueòleg Smolder Bravestone; en Fridge és el diminut zoòleg Frankin "Mouse" Finbar, qui va escollir després de confondre "mouse" (ratolí) amb "moose" (ant); Bethany és l'intel·lectual i cartògraf amb uns quants quilos de més, Sheldon "Shelly" Oberon (va interpretar que Shelly era una noia al triar el personatge), i Martha és la guapa experta en arts marcials Ruby Roundhouse. Tots tenen tres vides, i Spencer dedueix que si les perden totes tres, moren de veritat.
Aprenen la història del joc a través del PNJ (Personatge no jugador) Nigel: el malvat arquèloeg Russel Van Pelt va robar l'ull del Jaguar (una joia màgica) del seu lloc, maleint Jumanji. Nigel aconseguir escapar, i els jugadors han de recuperar la joia de les mans de Van Pelt i portar-la a l'estàtua del jaguar, el seu lloc original i cridar "Jumanji" per acabar amb la maledicció. Nigel els adverteix que Van Pelt per aturar-los de prendre-li la joia que li dona control sobre els animals de Jumanji. Comencen a enfrontar-se als nivells cada cop més "difícils", perdent vides mentre ho fan. Els quatre són rescatats per Alex (el cinquè jugador desaparegut, l'avatar del qual és el pilot Jefferson "Seaplane" McDonough). Refugiant-se en una casa de la jungla construïda per Alan Parrish, Alex creu que ha estat en el joc durant uns mesos i és afligit al saber que han estat realment vint anys. Els nouvinguts juren ajudar-lo a tornar a casa. S'infiltren en una cabana de transports, roben un helicòpter per volar fins l'estàtua del jaguar i retornar la joia, però en Fridge deixa caure la joia a un ramat de rinoceronts blanc. Spencer utilitza una de les vides de Fridge, empenyent-lo fora de l'helicòpter com a distracció, i recupera la joia. Alex perd la seva última vida quan un mosquit el mossega, però Bethany li aplica la CPR i transfereix una de les seves vides a ell per salvar-lo.
A l'estàtua, els jugadors són envoltats per un grup de jaguars i totes les forces que té Van Pelt a la seva disposició. Ells distreuen l'enemic mentre l'Spencer i la Martha corren cap a l'estàtua. Van Pelt s'enfronta amb Martha (atrapada en una fossa de mambas) i reclama la joia, però sacrifica una de les seves vides a re-aparèixer i aconseguir passar la joia a l'Spencer. Amb els jugadors en les seves últimes vides, acaben el joc amb Van Pelt desintegrant-se a un grapat de rates i retornant al món real; Nigel els dona les gràcies i a reveure, però Alex no apareix amb ells. Troben l'anteriorment en ruïnes casa de Vreeke restaurada i decorada per al Nadal. Reapareix l'Alex, però com a adult, ara casat amb nens. Els diu que va anomenar la seva filla gran Bethany en agraïment per salvar-li la vida i els introdueix al seu fill petit, Andy.
Spencer i Fridge es reconcilien, Bethany comença preocupar-se pels altres més que per ella i planegen junts una acampada d'aventures per l'estiu. La Martha i l'Spencer comencen una realació amorosa i els quatre són ara amics, després de la seva experiència en el joc. Quan senten els tambors de Jumanji, porten el joc a darrere l'escola i en Fridge el destrueix amb una pilota de bolera (també trobada al soterrani mentre estaven castigats) per impedir a qualsevol de jugar-lo una altra vegada.

## Repartiment
- Dwayne Johnson com a Smolder Bravestone, un arqueòleg i explorador similar a Indiana Jones, que és l'avatar de l'Spencer; és el dirigent del seu equip.
  - Alex Wolff com a Spencer Gilpin, un addicte als videojocs al qual l'ajuda molt la seva experiència com a Smolder Bravestone
- Jack Black com a Sheldon "Shelly" Oberon, un cartògraf, arqueòleg, i paleontòleg que és l'avatar de la Bethany .
  - Madison Iseman com a Bethany Walker, una popular i egocèntrica adolescent
- Kevin Hart com a Franklin "Mouse" Finbar, un zoòleg i especialista en armes que és l'avatar d'en Fridge.
  - Ser'Darius Blain com a Anthony "Fridge" Johnson, un corpulent jugador de futbol americà més perocupat per lligar que per estudiar.
- Karen Gillan com a Ruby Roundhouse, una especialista en arts marcials, que és l'avatar de la Martha .
  - Morgan Turner com a Martha Kaply, una tímida i cínica intel·lectual que creu que l'educació física és inútil, que no és gens popular a l'institut.
- Nick Jonas com a Jefferson "Seaplane" McDonough, un pilot d'aeronau jove a Jumanji que és l'avatar de l'Alex Vreeke.[3]
  - Mason Guccione com a Alex Vreeke, un adolescent gamer que va jugar (i va ser atrapat) a Jumanji videojoc durant 20 anys. Colin Hanks fa de l'adult Alex quan apareix 20 anys més tard.

- Bobby Cannavale com a Russel Van Pelt, un arqueòleg convertit en mercenari i enemic de l'Smolder Bravestone. Intenta recuperar l'ull del Jaguar, el poder del qual el posseeix.

## Seqüela
Dwayne Johnson, Jack Black i Nick Jonas van parlar de l'argument de Jumanji 3 en entrevistes, incloent la possibilitat que la pel·lícula explorés els orígens del joc. Al febrer del 2018 va ser anunciat que Kasdan dirigiria la seqüela, amb Rosenberg i Pinkner un altre cop escrivint el guió i Johnson, Hart, Black i Gillan reprenent els seus papers. A l'abril del 2018, Sony va posar pel desembre del 2019 la data d'estrena.